# Saint-Pancré
Saint-Pancré è un comune francese di 322 abitanti situato nel dipartimento della Meurthe e Mosella nella regione del Grand Est.

## Storia

### Simboli
Sono le armi del bailato di Villers-la-Montagne di cui Saint Pancré faceva parte. Una croce ricrociata è qui sostituita dai picconi che fanno riferimento alle miniere di ferro sfruttate fin dal Medio Evo.

## Società

### Evoluzione demografica
Abitanti censiti